# Дашнер, Лукас
Лукас Дашнер (нем. Lukas Daschner; род. 1 октября 1998, Дуйсбург, Северный Рейн-Вестфалия) — немецкий футболист, полузащитник швейцарского клуба «Санкт-Галлен».

## Клубная карьера
Дашнер — воспитанник клуба «Шальке 04» и «Дуйсбург». 20 мая 2017 года в матче против «Цвиккау» он дебютировал в составе последнего. 26 сентября 2018 года в поединке против «Магдебурга» Лукас забил свой первый гол за «Дуйсбург».
В 2020 году стал игроком «Санкт-Паули». 21 сентября в матче против «Бохума» он дебютировал в составе нового клуба. 23 апреля 2022 года в поединке против «Дармштадт 98» Дашнер забил дебютный гол за «Санкт-Паули».
Летом 2023 года перешёл в «Бохум». 19 августа в матче против «Штутгарта» провёл первый матч в немецкой Бундеслиге. 11 ноября в поединке против «Кёльна» Дашнер дебютировал за «Бохум».